# Charlotte di Calypso
Charlotte di Calypso, all'anagrafe Charlotte Beillard (Lilla, 9 dicembre 1990), è una modella francese.

## Carriera
Nel 2005 vince il concorso internazionale Elite Model Look e debutta a Milano nel mese di settembre nelle sfilate di Prada.
Nel luglio 2006 sfila a Parigi per le collezioni autunnali di Armani, Chanel e Christian Dior. Diventa il volto della campagna pubblicitaria di Topshop. Ad ottobre appare nella rivista Teen Vogue per pubblicizzare la borsa Gaucho di Christian Dior.
Nel 2007 è il volto della campagna pubblicitaria per la fragranza Chance di Chanel. A settembre chiude le sfilate di Todd Lynn a Londra e nello stesso mese sfila a Milano per Blumarine, Dolce & Gabbana, Gianfranco Ferré e La Perla.
A febbraio 2008 sfila per la colleziona autunnale di La Perla, Moschino, Christian Lacroix e Junya Watanabe a Milano e Parigi. A settembre sale sulle passerelle francesi e italiane per Dolce & Gabbana, Gucci, Jil Sander, Christian Lacroix, Karl Lagerfeld e Nina Ricci.
Viene fotografata da Taya Mayumi per French Revue de Modes. A dicembre appare in un editoriale della celebre rivista Dazed.
Nel 2009 apre le sfilate di Christian Dior a Parigi e chiude quella di Ralph Lauren a New York. Diventa il volto della campagna pubblicitaria di Ralph Lauren. Ad aprile appare sulla copertina della rivista italiana Flair, fotografata da Magnus Unnar. A maggio compare in un editoriale di Marie Claire (Italia) e del britannico Harper's Bazaar. A luglio chiude le sfilate di Christian Dior a Parigi. Ad agosto viene fotografata da Patrick Demarchelier per un editoriale di Vogue Francia. A settembre partecipa alla Settimana della moda di New York sfilando per Alexandre Herchkovitch, Altuzarra, Rad Hourani, Carlos Miele, Carolina Herrera, Derek Ham, Donna Karam, Jason Wu, Ralph Lauren, Lacoste e Badgley Mischka.

## Agenzie
- Elite Model Management - New York, Milano, Parigi
- One Management - New York
- Model Management - Amburgo
- Scandinavian Elite
- Exception Models